# 陈志刚 (物理学家)
陈志刚，旧金山州立大学教授。主要从事光光镊、奇异光束、空间孤子等方向的研究工作。美国光学学会会士，入选中华人民共和国教育部第七批"长江学者"特聘教授。